# Willy Koester
Willy Koester (Brussel, 4 mei 1902 – 1950) was een Belgisch-Duitse componist, muziekpedagoog en pianist. Voor bepaalde werken gebruikte hij het pseudoniem: Will Coste.

## Levensloop
Koester studeerde muziek aan het Koninklijk Conservatorium Brussel en later bij Josef Pembaur jr. aan de Hochschule für Musik und Theater in München. Vervolgens werd hij muzikpedagoog, pianist en componist in Kaiserslautern. Hij schreef als componist werken voor orkest en harmonieorkest.

## Composities

### Werken voor orkest
- 1937: - Darinka, intermezzo
- 1938: - Taormina
- 1940: - Heiteres Ständchen
- 1942: - Napoli Signorina, steig in die Gondel
- - Andalusisches Liebeslied
- - Aus galanter Zeit
- - Blühendes Leben
- - Der goldene Pfau
- - Ewiges Sehnen
- - Fest in Sevilla
- - Mächte in Monaco
- - Slavische Szene
- - Sprühendes Leben

### Werken voor harmonieorkest
- 1938: - Goldene Jugend, ouverture
- 1940: - Frohe Tage, ouverture
- 1940: - Im sonnigen Süden, dansfantasie
- 1942: - Hongaarse rapsodie
- - Die goldene Maske, ouverture
- - Fanal, ouverture
- - König Drosselbart, ouverture
- - Slavische rapsodie
- - Unter südlicher Sonne, schets